# 朱鳥
朱鳥（しゅちょう、すちょう、あかみとり）は、日本の飛鳥時代の元号の一つ。白雉の後、大宝の前。大化以降3番目の元号。686年を指す。この時代の天皇は天武天皇。本来の読み方は「あかみとり」であるが、訓読みが確認される元号は現在に至るまで後世に存在しないため、一般的には「しゅちょう」と読まれる。この元号は浄御原（きよみはら）の宮号と共に定められたとされる。

## 改元
元号制度は孝徳天皇の代から始められ、大化・白雉の2つの元号が定められたが、孝徳天皇が崩御して次の斉明天皇の代より断絶していた。天武天皇15年7月20日（ユリウス暦686年8月14日）に朱鳥と定められ、32年ぶりに再開された。理由は明記されていないが、浄御原の宮号と共に天皇の病気平癒を祈願した改元と思われる。しかし同年（末日は閏12月30日（ユリウス暦687年2月17日））に天武天皇が崩御すると、翌年以降、701年の大宝までは、元号が定められることはなかった。

## 朱鳥年間の出来事
- 元年（686年）
  - 07月20日：朱鳥に改元する。（1月1日に遡る立年改元）
  - 07月20日：宮号を飛鳥浄御原宮と定める。
  - 07月00日：天皇のために諸王臣等、観世音像を造る。観世音経を大官大寺で読経する。
  - 09月09日：天武天皇が崩御し、皇后（後の持統天皇）の称制となる。
  - 10月02日：大津皇子、八口音橿、伊吉博徳、中臣臣麻呂、巨勢多益須、新羅僧行心、礪杵道作ら三十余人が謀反の疑いをかけられ捕らえられる。
  - 10月03日：大津皇子が自害させられ、妃の山辺皇女が殉死する。
  - 10月29日：皇子以外の大半の者は赦されるが、行心は飛騨国の寺に移され、礪杵道作は伊豆国に流される。
  - 11月16日：大来皇女が伊勢斎宮を解任され帰京する。
  - 12月19日：天武天皇のために無遮大会（かぎりなきおがみ）を大官大寺、飛鳥寺、川原寺、小墾田豊浦寺、坂田寺の五寺で行う。
  - 閏12月：筑紫大宰が高句麗、百済、新羅の三国の百姓男女僧尼62人を献じる。

### 死去
- 元年
  - 9月9日 - 天武天皇
  - 10月3日 - 大津皇子、山辺皇女

## 西暦との対照表
| 朱鳥 | 元年  |
| ---- | ----- |
| 西暦 | 686年 |
| 干支 | 丙戌  |

## 朱雀
「万葉集」、「日本霊異記」などには、朱鳥4年、6年、7年、8年などが見える。天武天皇の代の文献には、朱鳥と朱雀の2つの年号が見える。
「古事類苑」は、
という。

## 関連事項
- 元号一覧 (日本)